# Móricz Imre
Móricz Imre, született Littkey Imre (Budapest, 1935. április 14. – 2021. január 13.) gépészmérnök, emlékíró, Móricz Zsigmond fogadott gyermeke, „Csibe” (Littkey Erzsébet) fia. Egyes feltételezések szerint Móricz Zsigmond vér szerinti gyermeke is.

## Élete

### Származásának körülményei
A hivatalos verzíó szerint Móricz Imre 1935-ben született, amikor édesanyja, Littkey Erzsébet (1916–1971) alkalmi prostitúcióból élt a fővárosban. Édesapja neve (Littkey alkalmi kapcsolata) nem ismert. Később őt és édesanyját maga mellé vette Móricz Zsigmond, a neves író Leányfalura, Imrét örökbe is fogadta. Évtizedeken keresztül ez a verzió volt ismert Móricz Imre születési körülményeiről.
Egyes feltételezések szerint Imre azonban az író vér szerinti gyermeke. A család ma élő tagjai szerint ugyanakkor, amikor Móricz Imre megszületett, Móricz és Csibe még nem ismerték egymást. Szerintük bizonyíthatóan 1936-ban (azaz Imre 1 éves korában) találkoztak először. Bár Littkey Erzsébet egy alkalommal azt mondta fiának: „A te apád Móricz Zsigmond” – ez inkább metaforikusan lehetett igaz, vagy annak a jele volt, hogy Littkey Erzsébet nem tudott különbséget tenni valóság és képzelet között – legalábbis a Móricz-kéziratok szenvedélyes gyüjtője, Kiss Ferenc szerint. Hamar Péter ugyanakkor a Móricz-naplók, a Littkey Erzsébet által írt napló, Móricz és Csibe levelezése alapján azt állítja, hogy a két ember az ún. 1936-os találkozás előtt is már találkozott, így Imre vér szerinti származása igazoltnak tűnik.

### Felnőttkora
Móricz Zsigmond 1942-ben hunyt el 63 éves korában. Imrének és édesanyjának ekkor el kellett hagynia az író házát. Littkey Erzsébet Zagyvarékasra vitte a fiát, majd beiratta a debreceni kollégiumba. Móricz Imre itt érettségizett 1953-ban. Bár pályaválasztása kapcsán felmerült az irodalom kérdése is, a nagy elődre tekintettel más területet választott: gépészmérnök lett, doktorátust is szerzett. Hosszú időn át dolgozott a szakmájában, az 1970-es években még Nyugat-Németországban is kapott megbízásokat. Származásának kérdésével évtizedeken át tudatosan nem akart foglalkozni. 
Móricz és Littkey hivatalos apa-nevelt lánya kapcsolatának revíziójára csak a 2000-es évek elején került sor. Ekkoriban kerültek elő Kálmán Kata (1909–1978) fényképész titkos naplójegyzetei, egyéb levelek, és visszaemlékezések (ld. fentebb), amelyek arra utalnak, hogy az írónak a nála közel 40 évvel fiatalabb Littkeyvel való kapcsolata jóval több mindent jelentett a nevelőszülőségnél. 2007-ben Hamar Péter irodalomtörténész könyve (Móricz Zsigmond utolsó szerelme) dolgozta fel az újabb kutatásokat. A 2010-es években már maga Móricz Imre is adott interjúkat, 2013-ban pedig Kirekesztetten címmel könyvben is feldolgozta emlékeit.
2010-ben Móricz Zsigmond kultuszának ápolásáért Móricz Zsigmond-emlékérmet kapott.
2021 elején hunyt el 85 éves korában.

## Művei
- Littkei-Móricz Imre: Kirekesztetten (2013)[6]

## Díjai
- Móricz Zsigmond-emlékérem (2010)[5]